# Schoenlandella nigromaculata
Schoenlandella nigromaculata är en stekelart som beskrevs av Cameron 1905. Schoenlandella nigromaculata ingår i släktet Schoenlandella och familjen bracksteklar. Inga underarter finns listade i Catalogue of Life.